# アルベオラータ
アルベオラータ (Alveolata) は原生生物の主要な系統の1つである。繊毛虫、渦鞭毛藻、アピコンプレクサなどの生物を含み、形態的に非常に多様だが、微細構造や遺伝子に様々な類似点がある。ストラメノパイルおよびリザリアとともにSARスーパーグループを形成する。

## 下位分類
国際原生生物学会（ISOP）がまとめている分類体系の2019年版では下記の系統群がアルベオラータに含まれる：
| 名称                             | 説明                                                                                           |
| コルポデラ目 Colpodellida        |                                                                                                |
| パーキンサス目 Perkinsida        |                                                                                                |
| Colponemida                      |                                                                                                |
| 渦鞭毛藻類 Dinoflagellata        | 海や淡水に広く分布する鞭毛虫で、約半数の種が葉緑体を持っている。ヤコウチュウなど。             |
| アピコンプレックス類 Apicomplexa | 配偶子のときを除いて運動器官を持たない寄生性原虫。マラリア原虫など。                           |
| 繊毛虫類 Ciliophora              | 表面にたくさんの短い繊毛が並んでいる、非常にありふれた原生動物。ゾウリムシ・ツリガネムシなど。 |

## 形態的な特徴
最も重要な共有形質は細胞表層のアルベオール（泡室、alveole）の存在である。これは細胞膜を裏打ちするような層を作っている平らな小胞で、普通は柔軟な外被 (pellicle) を作っている。渦鞭毛虫の場合はこの中に鎧板と呼ばれる固い殻状の板が作られる。アルベオラータ類のミトコンドリアには管状のクリステがあり、鞭毛ないし繊毛にも特徴的な構造がある。
おそらく、アピコンプレクサと渦鞭毛虫は、繊毛虫よりも互いに近縁である。つまり、((アピコンプレクサ, 渦鞭毛虫), 繊毛虫) である。
- どちらもプラスチドを持つ。渦鞭毛藻類では、約半数が葉緑体を持ち、これが本来の形と考えられている。他方、アピコンプレクサは葉緑体は持たないが、アピコプラストと呼ばれる細胞器官があり、これが葉緑体起源であると考えられている。
- ほとんどのものが細胞の頭頂部に微小管の束ないし円錐をもつ。アピコンプレクサ類ではこれが宿主細胞へ侵入する際に使われる複合体の一部になっているが、一方一部の無色渦鞭毛虫類では餌を摂取する際に使うpeduncleになる。

この2つのグループに近縁な属が色々知られており、たいていは類似の頭頂部構造をもつ鞭毛虫である。たとえば自由生活性の Oxyrrhis、Colponema や、寄生性の Perkinsus、Parvilucifera、Rastrimonas、光合成性でサンゴに共生する Chromera、そしてエロビオプシス類 Ellobiopsidae などがある。

## 研究の歴史
アピコンプレクサ、渦鞭毛虫、繊毛虫の間の近縁性については1980年代から指摘されており、キャヴァリエ＝スミスが1991年にこれら3つをまとめたアルベオラータという名を導入した。これはGajadharらによる分子系統解析でも確認された。海産無脊椎動物の寄生虫であるアセトスポラ類もここに含まれるという研究もあったが、アルベオールがなく現在はケルコゾアに置かれている。

## プラスチドの獲得過程
アルベオラータ類におけるプラスチド（葉緑体など）の獲得についてはよくわかっていない問題である。この類で葉緑体として機能しているプラスチドを持つのは渦鞭毛藻のうちおよそ半数と、サンゴの共生藻のクロメラ Chromera がある。しかし、アピコンプレクサでは、色素を含まず、複数の膜からなる細胞器官を持っており、ここから葉緑体に類似したDNAが発見された。それにより、これが痕跡的なプラスチドだと考えられるようになった。Chromera は系統的にアピコンプレクサに近いことから、アピコンプレクサの祖先は Chromera のような光合成性生物であった可能性も考えられる。
キャヴァリエ＝スミスはアルベオラータ類は葉緑体を持った祖先から進化したもので、これはクロミスタの祖先と共通である（クロムアルベオラータ仮説）と提案している。しかしプラスチドは比較的進化したグループにしか見られないため、アルベオラータ類は元々はプラスチドを持たず、渦鞭毛藻とアピコンプレクサは別々にプラスチドを獲得した可能性もあるという意見もある。渦鞭毛藻では約半数が葉緑体を持たない他、珪藻やクリプト藻を起源とする葉緑体を持つものもあり、問題をややこしくしている。